# إدغار كونتريرز
إدغار كونتريرز (بالإسبانية: Edgar Contreras) هو لاعب تايكوندو فنزويلي، ولد في 16 يوليو 1992.

## وصلات خارجية
- إدغار كونتريرز على موقع أوليمبيديا (الإنجليزية)